# Aursmoen
Aursmoen là một làng nằm ở Na Uy.